# محمد أمين كتبي
الشريف محمد أمين كتبي من أعيان مكة المكرمة، عينه الشريف الحسين وكيلا للأوقاف في الحكومة العربية الحجازية بتاريخ 7 محرم 1335هـ.